# Jaicós
Jaicós est une municipalité brésilienne située dans l'État du Piauí.